# Min velsignede bror
|  | Denne artikel er oprettet af botten PalnaBot ud fra en ekstern database. Den kan derfor have sproglige fejl eller mangler. Denne skabelon kan fjernes efter kontrol af indholdet. |

Min velsignede bror er en dokumentarfilm fra 2003 instrueret af May el-Toukhy efter manuskript af May el-Toukhy.

## Handling
Et søskendepars forsøg på at finde et ståsted i deres søgen efter identitet og i frigørelsen fra hinanden.